# Meridijanski krug
Meridijanski krug je osnovni astrometrijski instrument u astronomskom opservatoriju.
Obavlja ista mjerenja kao pasažni instrument, ali je preciznije izveden. Mjerni podatci dobiveni meridijanskim krugom primjenjuju se radi nalaženja koordinata zvijezda i inih nebeskih tijela u ekvatorskom sustavu najvećom točnošću, deklinacija i rektascenzija i najvažniji je instrument za tu funkciju. Služi i za mjerenje zvjezdanoga vremena. Postavlja se u altazimutnoj montaži, tako da se može pomicati duž nebeskoga podnevnika, pa se zvijezde i ina nebeska tijela promatra pri prolazu kroz taj podnevnik  pri čemu se mjere visine i vremena prolaza. To omogućuje apsolutna i relativna određivanja nebeskih ekvatorskih koordinata zvijezda.
Glavni je astrometrijski teleskop za te funkcije.
Ono što daje veliku preciznost meridijanskom (podnevničkom) krugu, u biti velikom pasažnom instrumentu, jest vrlo precizni okomiti krug.

## Vanjske poveznice
- Pulska zvjezdarnica Astronomski instrumenti K. i C. Mornaričke Zvjezdarnice u Puli